# پورودوولا
پورودوولا (به لاتین: Puruduwella) یک منطقهٔ مسکونی در سری‌لانکا است که در ناحیه پوتالام واقع شده‌است.